# Национална галерија Јерменије
Национална галерија Јерменије (јерм. Հայաստանի ազգային պատկերասրահ; Hayastani azgayin patkerasrah) представља уметничку галерију у Јеревану, главном граду Јерменије, и највећи је уметнички музеј у целој републици. Смештен на јереванском Тргу републике, галерија има једну од најистакнутијих локација у главном граду Јерменије и чува веома значајна дела руске и западноевропске уметности. Према подацима из 2005. године, галерију годишње посети 65.000 посетилаца.

## Историја
Национална галерија Јерменије основана је 1921. године на основу декрета Јерменске Совјетске Социјалистичке Републике и представља уметнички део Националног музеја Јерменије. Након оснивања, уметнички део музеја се сусрео са потешкоћама, углавном зато што у Јеревану није било уметничких дела у државној својини, као ни приватних колекција од којих би се формирало језгро музејске уметничке колекције. Први радови који су постали део поставке галерије биле су десетине радова купљених на изложби јерменских сликара у августу 1921. године.
Одлучујући фактор за формирање уметничке галерије био је преношење реномиране колекције Јерменског културног центра (бивше Лазарско семениште, Москва) као и донација јерменских уметника. До 1925. године, око 400 радова јерменских, руских и европских уметника чинило је поставку у шест хала које су сачињавале уметничку секцију музеја.
До 1935. године, државна уметничка секција, која је прошла бројна реновирања, постала је засебан Музеј уметности. Године 1947. галерија је поновно названа Државна галерија слика Јерменије, а потом преименована у Националну галерију Јерменије 1991. године. Велике колекције слика у галерији су приказане захваљујући напорима многих посвећених сународника и пријатељских донација страних сарадника.
У Националној галерији Јерменије се тренутно налази 26.000 уметничких дела, од чега доста њих чини део сталних поставки у 56 музејских галерија и хала.

## Опис
Највећи део зрирке дела Националне галерије Јерменије чине дела јерменских сликара, њих преко 700, међу којима су и дела Акопа Онатањана, Ивана Ајвазовског, Геворка Башинџагјана, Фаноса Терлемезјана и других, а део те поставке чине и дела бројних јерменских уметника из дијаспоре који су живели и стварали у Паризу, Њујорку, Риму, Бејруту и другде.
После јерменске, руска уметност заузима највећи део збирке дела са око 230 слика уметника попут Фјодора Рокотова, Ивана Аргунова, Владимира Боровиковског, Ивана Мартоса, Федота Шубина, Иље Рјепина и других. Када је реч о делима руских сликара, у галерији се могу наћи религиозне иконе и слике из 16. и 17. века, слике из осамнаестовековне руске световне уметности, портрети и скулптуре с краја 18. и почетка 19. века, као и радови познатих уметника из периода 18—20. века.
Поред домаћих и руских, Национална галерија Јерменије саджри и велики број „страних уметничких дела” (углавном западних), а многа од њих су првобитно била део Јерменског културног центра (бивше Лазарско семениште, Москва), који је током совјетског периода национализован и пребачен у Јереван.
Што се тиче западноевропске уметности, галерија садржи радове бројних познатих и реномираних сликара из периода италијанске високе ренесансе, Болоњске школе, златног доба холандског сликарства, француског пејзажног сликарства и многих других периода. Збирка западноевропских уметности је подељена на четири главне секције — италијанску, фламанску, холандску и француску уметност, али садржи и дела шпанских, немачких и других уметника.
Древне збирке укључују античке уметности из Египта (Ново Краљевство, грчко-римска, коптска), Грчке (Коринт, Атика), Рима и Ирана. Одсек за декоративне уметности поседује керамичке и порцеланске колекције из Кине, Ирана, Италије, Јапана, Немачке, Аустрије и Данске, као и богате колекције руске царске фабрике порцелана из 18. и 19. века. Постоји и мала колекција бронзаних предмета из Кине из 18. века (династија Ћинг) и западноевропског дрвеног намештаја из 16. и 17. века.
У згради галерије се налазе и студији за рестаурацију и конзервацију који су повезани са музејом. Поред тога, комплекс садржи и невелику библиотеку, архив, малу кафетерију, продавницу сувенира и књижару, а хале се користе и за филмске пројекције и разна предавања.
Национална галерија Јерменије често позајмљује дела из својих колекција за разне међународне изложбе радова, помажући тако организације изложби јерменске уметности у разним земљама како би радови јерменских уметника били видљиви широм света.

## Јерменска уметност
Јерменска уметност чини велики део колекције — око 700 дела — почев од древне и средњовековне уметности: фреске Урартуа и копије мозаика из храма Гарни и средњовековних зидних слика и минијатура, укључујући седмовековну фреску Устоличење Христа из цркве Светог Стефана, као и фрагмент фреске из 10. века Страшни суд из цркве Светог Павла и Петра и фреске из 13. века која приказује Божић из цркве Свете Богородице. Поред овога, галерија садржи и богату колекцију слика везаних за Јерменску апостолску цркву из периода 17—19. века, као и сребром украшене књиге рукописа, крстове и олтарске завесе из 18. века из свих крајева Азије.
Колкеција јерменских слика из 17. века састоји се углавном од уметничког наслеђа династије Овнатањан. Поред радова Овнатана Овнатањана, у галерији се налази и велика збирка дела Акопа Онатањана, оснивача портретног жанра у јерменском сликарству.
Галерија чува више од 62 платна Ивана Ајвазовског, руског сликара јерменског порекла, који се насликао велики број слика са јерменским мотивима.
Највећи део збрике јерменске историјске уметности коју поседује ова галерија посвећена је радовима класичних јерменских сликара из 19. и 20. века, међу којима су имена попут Геворка Башинџагјана, Фаноса Терлемезјана, Степана Агаџањана, Егишеа Тадевосјана, Аршака Фетваџијана, Вардгеса Сурењанца, Вартана Маокијана, Мартиноса Сарјана, Акопа Коџојана, Акопа Ђурџјана, Едгара Шахина, Григора Ханџјана, Минаса Аветисјана и многих других.
Посебан значај имају дела јерменских уметника из дијаспоре која укључују радове Закара Закарјана (Париз), Едгара Шахина (Париз), Овсепа Пушмана (Њујорк), Жана Карзуа (Париз), Жана Жансема (Париз), Жерарда Орагјана (Рим) и Пола Киракосјана (Бејрут).
Године 2008. је отворен засебан павиљон за дела Акопа Ђурџјана.
- А. Овнатањан, Велика Госпа, 18. век
- А. Овнатањан, Портрет Натали Тјумијан, 1830—1840.
- Б. Сурењанц, Оскрнављено светилиште, 1895.
- П. Терлемезијан, Гавит манастира Санахин, 1904
- Е. Тадевосјан, Геније и гомила, 1919

- С. Нерсисјан, Пикник на обали Куре, 1860.
- М. Сарјан, Врео дан, 1908.
- В. Макокјан, Океан, 1918—1920.
- З. Закарјан, Мртва природа, 1900.
- А. Фетваџијан, Катедрала Ани, 1905.

## Западна уметност
Уметничка збирка дела западноевропске уметности састоји се од око 170 дела и садржи четири главне секције — италијанску, фламанску, холандску и француску уметност, али и дела шпанских, немачких и других уметника.
У фондовима Националне галерије налази се и велики број радова старих европских мајстора, укључујући радове познатих уметника Италије, Холандије, Белгије и Француске, а међу којима су дела Донатела, Тинторета, Антонија Канове, Јоса де Момпера, Каспара Нетшера, Матијаса Стомера, Јана ван Гојена, Питера Класа, Етјена Фалконеа, Шарл-Андреа ван Луа, Жан-Батиста Греза, Клода Жозефа Вернеа, Ибера Робера, Теодора Русоа и Адолфа Монтичелија.
Галерија поседује више од 180 табака европске графике 16. и 17. века.

### Италијанска уметност
Италијанска уметност започиње радовима из 14. века, а једно од најзначајнијих је свакако Божић, платно непознатог уметника из Ботичелијевог круга. Аполон и Пан, слика чувеног Тинторетија, представља истакнути пример високе ренесансе који се може видети у Националној галерији Јерменије. Портретски жанр 17. века представљен је делом Бернарда Строција Портрет Николе Кучија и двема сликама Гверчина, припадника Болоњске школе, док Пантормова платна илуструју ранији период портретског жанра.
Галерија садржи богату збирку библијске уметности — Рођење Христа и поклонство пастира Јакопа Басана (недавно је галерија добила још једно Басаново дело), Добри Самарићанин Леандра Басана, затим дела Луке Ђордана, Пјетра да Кортоне, Себастијана Ричија, Луке Сињорелија, Помпеа Батонија, Бернардина Луинија, Паола Фаринатија, Ђованија Батисте Салвија, Алесандра Туркија, Ђакома Каведона. Постоје бројни портрети Богородице које су насликали Бенвенуто Тизи, Себастијано Конка, Елизабета Сирани и други.
Пејзажну уметност 18. века репрезентују дела Франческа Гвардија, Франческа Зукарелија, Ђизолфија и неколико непознатих уметника.
Колекција дела италијанске уметности укључује и графике Ђованија Доменика Тјепола, Ђованија Паола Панинија, Федерика Цукара, Јакопа да Емполија, Луке Камбијазија и Стефана дела Беле.
- П. да Кортона, Богородица са малим Исусом и Светом Катарином
- Б. Строци, Портрет Николе Кучија
- Ј. Басано, Рођење Христа и поклонство пастира
- Гверчино, Клеопатра
- Ф. Гварди, Двориште

- С. Конка, Богородица
- Б. Тизи, Богородица са дететом
- Л. Ђордано, Добри пастир
- Б. Луини, Свети Себастијан
- Л. Сињорели, Масакр невиних

### Холандска и фламанска уметност
Према истраживању из 1982. године, у галерији је изложено око 30 дела фламанске и 60 дела холандске уметности, а већина њих потиче из 17. века.
Фламанска уметничка школа репрезентована је изванредним делима попут Сиренусове поворке Петера Паула Рубенса, Силазак с крста Антониса ван Дајка, Планински пејзаж Јоса де Момпера, као и слике Вербругена и Јана Фејта. Портретски жанр представљен је са неколико платна, а најзначајнији међу њима су Портрет жене Петера Пурбуса, као и Портрет жене непознатог уметника из 17. века. Две слике Давида Тенирса Млађег откривају жанровско сликарство, а дело мало познатог Јана Косијерса Фаун у посети сељацима представља пример реалистичне уметности.
Холандска колекција обухвата дела познатих уметника златног доба холандског сликарства, а међу њима су Час певања Каспара Нетшера, Друштво за столом Питера Кодеа, Одмор Јоста Корнелиза Дрохслота, слика Корнелиса Дусарта, слике које приказују мотиве из кафане и друге. Вредне помена су и слике Рат и мир Хендрика Голцијуса и Христово рођење Јоса ван Клевеа, које су базиране на библијским причама.
У галерији је приказано и неколико платна пејзажних уметника, међу којима су Дордрехт Јана ван Гојена, Пејзаж са сломљеним дрветом Аларта ван Евердингена и морски пејзаж Лудолфа Бакхајзена. У то време је у Холандији био популаран „италијански крајолик”, а неки од уметника чија се дела ове тематике налазе у Националној галерији Јерменије су Николас Питерс Берхем, Корнелис ван Пуленбург, Карел Џарден и Фредерик де Мушерон. Дела Матијаса Стома и Каспара Нетшера представљају пример холандског портретског жанра, а у галерији се могу наћи и дела Питера Класа, Јана Веникса и Абрахама ван Бејерена.
Холандска збирка укључује и дела војне уметности, међу којима су Пољаци у борби против Швеђана Филипса Вауермана и Битка Есајаса ван де Велдеа.
Поред свега овога, галерија чува и графике бројних холандских уметника, између осталих, Адриана ван Остадеа, Јана Ливенса, Јана ван дер Хајдена, Мартена ван Хемскерка, Готфрида Схалкена, Абрахама ван Дипенбека, Адрианаа ван де Велдеа и Јана Бота.
- П. Рубенс, Силенов марш
- Ј. де Момпер, Планински пејзаж
- Д. Тенирс, Играње змајевима
- Ј. ван Гојен, Дордрехт
- Е. ван де Велде, Битка

- Непознати сликар, Портрет жене
- К. Нетшер, Час певања
- А. ван Дајк, Скидање с крста
- М. Стом, Размена
- Ј. ван Клеве, Христово рођење

### Француска уметност
Збирка дела француске уметности је највећа по броју дела у односу на остале западноевропске збирке. Секција почиње радовима изузетних уметника из 17. века, укључујући дела Риналдо и Армина Жан-Онореа Фрагонара, Портрет девојке Жан-Батиста Греза, као и дела Жан-Марка Натијера, Николе де Ларжилијера, Франсоа-Ибера Друеа, Шарл-Андреа ван Луа, Жака Куртое и других. Недавно је галерија добила платно Млада жена са цветом једног од најистакнутијих представника рококоа — Франсое Бушера, а постоје и други радови у овом стилу — Италијански глумци Николе Ланкреа и Уснуло дете са анђелима Франсое Лемоана. Сентиментализам и класицизам репрезентују портрети сликарке Елизабет Виже-Лебран.
Развој пејзажног жанра француског сликарства може се пратити назад до 17. века радовима Гаспара Дигеа, а осамнаестовековно пејзажно сликарство представљено је трима сликама Клода Жозефа Вернеа у Националној галерији Јерменије.
У галерији се могу видети и радови уметника Барбизонске школе — уметничког покрета који је снажно утицао на развој реалних традиција у француској уметности 19. века — Сумрак у шуми Теодора Русоа, две слике Нарсиса Диаза и морски пејзаж Феликса Зима. У галерији се налази и Портрет девојке, дело лидера реалистичног покрета француског сликарства у 19. веку — Гистава Курбеа, а француска колекција из тог периода садржи и дела Ораса Вернеа, Александра Габријела Декама, Теодора Гудина и других.
Поред ових, у галерији се налазе и графике Жана Антоана Ватоа, Жан-Батисте Греза, Жака Беланжа, Жила Паскина, Огиста Родена и других, као и скулптуре Антониа Канове и Етјена Мориса Фалконеа.
- Ж-Б. Грез, Портрет девојке
- Г. Курбе, Портрет девојке
- Ж-О. Фрагонар, Риналдо и Армина
- Н. Ланкре, Италијански глумци
- Е. Делакроа, Гост

- Т. Русо, Сумрак у шуми
- Н. Диаз, Пејзаж
- Е. Буден, Морска лука
- Ж. Верне, Поглед на море
- И. Робер, Древни храм

### Шпански, немачки и други уметници
Шпанску уметничку школу представља неколико дела, а једно од њих је и дело Силазак с крста, слика једног од најистакнутијих представниа шпанског маниризма, Луиса де Моралеса. Колекција укључује и графику Бикови истакнутог уметника романтизма, Франсиска Гоје, Тренутак предавања једног од лидера романтичког оријентализма, Марије Фортунија. Недавно је галерија добила и четири графике Салвадора Далија.
Немачка уметност је репрезентована портретним уметницима Јакобом Филипом Хакертом, Јоханом Хајнрихом Росом и другима. Колекција немачких слика укључује и девет графика немачког сликара Албрехта Дирера, дуборез Христ приказан народу Зебала Бехама, графике Франца Штука и друга дела.
Поред радова шпанских и немачких уметника, у Националној галерији Јерменије могу се видети и слике швајцарског уметника Александра Калама и Луј-Леополда Робера, затим дела Данијела Ходовецког, Јануарија Суходолског, Јона Андреескуа, Штефана Димитрескуа и многих других.
- Ф. Гоја, Бикови
- Ј. Ф. Хакерт, Поглед из Каве дел Тирени
- Ј. Х. Рос, Пејзаж са стоком
- Х. З. Бехам, Христ и Самарићанке
- Ф. Штук, Дисонанца

- А. Калам, Фарма са сељаком и животињама
- Л. Робер, Сељанка са Прочиде
- Ј. Андрееску, Стене и брезе
- Д. Ходовецки, Друштво на карташкој игри
- Ј. Суходолслки, Опсада Карса

### Руска уметност
Руска уметност је такође доста присутна у галерији и представљена је са око 230 слика. Збирка укључује религиозне иконе и слике из 16. и 17. века, док је руска световна уметност представљена делима из средине 18. века, а збирка обухвата и портрете и скулптуре с краја 18. и почетка 19. века, као и радове познатих уметника из периода 18—20. века, укључујући Фјодора Рокотова, Ивана Аргунова, Владимира Боровиковског, Ивана Мартоса, Федота Шубина, Иљу Рјепина, Валентина Серова, Иљу Машкова, Сергеја Коненкова, Кузму Петров-Водкина, Василија Кандинског, Наталију Гончарову, Марка Шагала и друге. Руско пејзажно сликарство представљено је делима Фјодора Матвејева и Михаила Иванова.
Руско сликарство прве половине 19. века представљају дела Ореста Кипренског, четири платна Василија Тропињина, три слике Силвестера Шчедрина, затим дела Карла Брјулова, Пјотра Басина и других. Уметничка дела Хенрика Сјемирацког, Сергеја Зарјанка, Ивана Хруцког и Василија Серебрјакова описују другу половину 19. века.
Прелазак из 19. у 20. век представљен је делима Александра Бенуе, Бориса Анисфелда и Виктора Борисова-Мусатова, као и делима руских авангардиста. Збирка тог периода обухвата дела попут Летовалишта Марка Шагала и две слике Василија Кандинског, а поред њих, галерија чува и пет слика Ивана Шишкина, десет дела Исака Левитана, бројна дела Василија Сурикова, Иље Рјепина, Валентина Серова, Архипа Куинџија, Василија Верешчагина, Константина Маковског, Владимира Маковског, Василија Поленова, Михаила Врубела, Михаила Нестерова, Кузме Петров-Водкина и других. Значајна је и колекција дела Ивана Ајвазовског — Национална галерија Јерменије поседује чак 60 слика овог уметника што је најкомплетнија колекција слика Ајвазовског.
- С. Шчедрин, Балкон. У Соренту
- М. Нестеров, Три старца
- К. Маковски, Премештање Мухамедовог тепиха из Меке у Медину
- И. Левитан, Јесен. Сунчан дан
- И. Шишкин, У шуми

- В. Серов, Портрет М. Н. Акимова
- И Рјепин, Портрет Тевашове
- К. Брјулов, Портрет М. А. Бек
- В. Тропињин, Жена која сече нокте
- М. Шагал, Летовалиште

## Директори
Галерија је од свог настанка променила више директора. Међу њима су:
- Арман Цатурјан (2015)[26]
- Фараон Мирзојан (2002—2015)
- Шахен Хачатуријан (1991—2002)
- Александар Тер-Габриелјан (1987—1990)
- Едуард Исабекјан (1967—1987)
- Армен Чилингарјан (1962—1967)
- Рубен Парсамјан (1952—1962)
- Рубен Дрампјан (1925—1951)